# W pogoni za smokiem: Baśń kung-fu
W pogoni za smokiem: Baśń kung-fu (ang. Adventures of Johnny Tao: Rock Around the Dragon) – amerykański film przygodowy z 2007 roku w reżyserii Kenna Scotta.

## Opis fabuły
Podczas walki rycerza ze smokiem magiczna włócznia rozpada się na dwie części. Jedna zawiera w sobie złe, a druga dobre moce. Mijają stulecia. Cenne przedmioty trafiają w ręce Johnny'ego (Matt Twining) i Eddiego (Matt Mullins).

## Obsada
- Matt Twining jako Johnny
- Matt Mullins jako Eddie
- James Hong jako Sifu
- Michael Gregory jako Vito
- J.J. Perry jako Lido
- Gillian Shure jako Angela
- Lindsay Parker jako Jenny
- Ron Yuan jako Lee Chang (Cameo)
- Marcus Young jako złoty wojownik
- Chris Yen jako Mika
- Jason London jako Jimmy
- Kelly Perine jako Lenny
- Marianne Muellerleile jako Kate
- Cici Lau jako Mama Ling
- Scott Levy jako Warlock
- Matt Rigetti jako Bucky
- Matthew Rugetti jako Tiny